# Europese kampioenschappen beachvolleybal 2019
De Europese kampioenschappen beachvolleybal 2019 werden van 5 tot en met 11 augustus gehouden in de Russische hoofdstad Moskou. De kampioenschappen vonden plaats in het sportcomplex van het Olympisch Stadion Loezjniki.

## Organisatie
Aan het mannen- en het vrouwentoernooi deden elk 32 teams mee, dus 64 teams in totaal. De 32 teams per toernooi waren in acht poules van vier verdeeld, waarvan de groepswinnaars direct naar de achtste finales gingen. De nummers twee en drie speelden in een tussenronde.

## Medailles

### Medaillewinnaars
| Onderdeel | Goud | Goud                                | Zilver | Zilver                              | Brons | Brons                            |
| --------- | ---- | ----------------------------------- | ------ | ----------------------------------- | ----- | -------------------------------- |
| Mannen    | NOR  | Anders Mol Christian Sørum          | RUS    | Konstantin Semjonov Ilja Lesjoekov  | AUT   | Martin Ermacora Moritz Pristauz  |
| Vrouwen   | LAT  | Tina Graudina Anastasija Kravčenoka | POL    | Kinga Kołosińska Katarzyna Kociołek | ESP   | Liliana Fernández Elsa Baquerizo |

### Medaillespiegel
| Plaats | Land       | Goud | Zilver | Brons | Totaal |
| 1      | Letland    | 1    | 0      | 0     | 1      |
| 1      | Noorwegen  | 1    | 0      | 0     | 1      |
| 3      | Polen      | 0    | 1      | 0     | 1      |
| 3      | Rusland    | 0    | 1      | 0     | 1      |
| 5      | Oostenrijk | 0    | 0      | 1     | 1      |
| 5      | Spanje     | 0    | 0      | 1     | 1      |
| Totaal | Totaal     | 2    | 2      | 2     | 6      |